# قائمة السلطات التشريعية في سوريا
قائمة السلطة التشريعية في سوريا، هي الجهات التي تولت العمل التشريعي في تاريخ سوريا الحديث، منذ الاستقلال عن الدولة العثمانية. وقد تنوعت هذه الجهات واختصاصاتها حسب نظام الحكم القائم في البلاد، والأحوال السياسية المحيطة.

## القائمة
| الاسم                        | الفترة      | شكل الدولة                | مقر الهيئة                    | طريقة الاختيار                   | الانتخابات                                              | عدد الأعضاء          | ولايته     | طبيعة السلطة |
| ---------------------------- | ----------- | ------------------------- | ----------------------------- | -------------------------------- | ------------------------------------------------------- | -------------------- | ---------- | --- |
| المؤتمر السوري العام         | 1919 - 1920 | المملكة السورية العربية   | دمشق                          | انتخاب من قبل الناخبين الثانويين | -                                                       | 85                   | غير محددة  | سلطة تأسيسية، وصلاحيات برلمان حتى انتخاب جمعية وطنية من مجلسي شيوخ ونواب، وهو ما يتم مطلقًا.                                                                                       |
| المجالس التمثيلية            | 1920 - 1928 | دويلات الشرق              | دمشق، حلب، اللاذقية، السويداء | انتخاب ناخبين الثانويين / تعيين  | -                                                       | -                    | غير محددة  | سلطة تشريعية. |
| مجلس الاتحاد السوري          | 1922 - 1924 | الاتحاد السوري            | دمشق، حلب                     | انتخاب                           | -                                                       | 15                   | سنة واحدة  | مجلس تشريعي أعلى بوجود المجالس التمثيلية كمجالس تشريعية أدنى، مهامه انتخاب الرئيس وإقرار الموازنة المركزية وعدد من التشريعات والقوانين الهامة المنصوص عنها في إعلان الاتحاد 1922. |
| الجمعية التأسيسية            | 1928        | الدولة السورية            | دمشق                          | انتخاب                           | انتخابات 28                                             | 68                   | غير محددة  | سلطة وضع الدستور. |
| مجلس النواب / المجلس النيابي | 1931 - 1963 | الجمهورية السورية الأولى  | دمشق                          | انتخاب                           | انتخابات 31؛ 36، 43، 47، 49، 54، 61                     | 68؛ 70؛ 136؛ 140؛172 | خمسة سنوات | سلطة تشريعية في جمهورية برلمانية |
| المجلس الوطني للثورة         | 1963 -1973  | الجمهورية السورية الثانية | دمشق                          | تعيين                            | 1963؛ أعيد تشكيله 1966                                  | 95؛ 134              | -          | سلطة تشريعية مؤقتة |
| مجلس الشعب                   | 1971/1973 - | الجمهورية السورية الثانية | دمشق                          | انتخاب                           | انتخابات 73، 77، 81، 86، 90، 94، 98، 03، 07، 12، 16، 20 | 186؛ 195؛ 250        | أربع سنوات | سلطة تشريعية في جمهورية شبه رئاسية |